# Battleheart (jogo eletrônico)
Battleheart é um jogo eletrônico de RPG desenvolvido pela Mika Mobile e lançado em 31 de janeiro de 2011 para iOS, e em 13 de maio de 2011 para Android.[carece de fontes?]

## Recepção crítica
O jogo tem uma classificação no Metacritic de 81%, com base em 18 avaliações de críticos.
AppSafari escreveu que "eu recomendo Battleheart para as pessoas que gostam de estratégia em tempo real e quer uma empresa confiável que ofereça suporte a ele." TouchArcade disse que "Atende com êxito a necessidade de MMORPG de combate em equipe, sendo ao mesmo tempo um jogo fácil de iniciar e jogar sozinho. NoDPad disse que "Battleheart é o epítome de jogos casuais na App Store. Ele vai junto com o Fruit Ninja, Flight Control, e Canabalt como um dos melhores jogos casuais que eu já joguei." O AVClub escreveu que "apesar da batalha envolver, como sempre, uma repetição de bandidos sendo jogados contra sua equipe, os controles intuitivos e o sistema de comandos automáticos inteligente tornam Battleheart um cativante e frenético título de estratégia." Thunderbolt disse que ele era "apesar de ser divertido, o que faz Battleheart um tremendo sucesso é a singularidade de sua fórmula."
SPazioGames escreveu "Battleheart é uma brilhante produção que você não deve perder: surpreendentemente profunda, Battleheart vai pegar você com seus incríveis gráficos e uma jogabilidade simples, a concessão de horas de diversão. Toneladas de itens e grandes recursos de personalização irá mantê-lo em seu iPhone por algum tempo." Multiplayer.ele disse: "Battleheart oferece uma excelente mistura de imediatismo e de profundidade, graças a um bom número de níveis e uma excelente jogabilidade. O jogo requer algum esforço para superar as mais recentes batalhas: você deve gerenciar atualizações, equipamentos e personagens, a fim de completar todos os desafios. O visual é muito bonito e elegante." Pocket Gamer UK, disse que "Battleheart é uma emocionante mistura de estratégia e RPG que vai se provar fascinante para qualquer jogador de iPhone à procura de um bom título de fantasia e ação." com Fios disse que "A luta estadias de ritmo rápido e envolvente, porque você deve constantemente a emitir novas ordens." Modojo disse: "Mika Mobile comandou mais uma vez a nossa atenção coletiva com um jogo que é visualmente simples e muito gratificante."
Eurogamer escreveu que "Battleheart é também muito mais do que você pode dar-lhe crédito, e terrivelmente viciante. Ele é, verdadeiramente, o Pringles dos jogos". AppSpy escreveu que "Battleheart possui um bom sistema de combate em tempo real, embora os controles possam causar alguma confusão quando menos necessária." 148 Aplicativos disse que ele "É encantador, fácil de aprender, sem sacrificar a profundidade." GamePro disse: "Battleheart é bonito, bem desenhado, e faz um ótimo trabalho atender minhas necessidades de RPG. A repetição oferecida pelas batalhas é lamentável, mas, mesmo com a falta de variedade, é um jogo de valor razoável." Gamekult deu ao jogo uma classificação de 70%. a IGN disse que "Battleheart é um RPG decepcionante que, apesar de possuir uma grande variedade de itens para atualizar o seu personagem, é obfuscado por problemas de controle e com pouca inspiração áudio/visual."